# Connecticut Huskies (basquetebol masculino)
Connecticut Huskies (UConn) é um time de basquete da Universidade de Connecticut, em Storrs, Connecticut, jogam na Big East Conference, Divisão I da NCAA.

## Historia
Os Huskies ganharam 5 títulos da NCAA (1999, 2004, 2011, 2014 e 2023), o que coloca a universidade em sexto maior de todos os tempos. Muitos jogadores passaram a alcançar o sucesso profissional após seu tempo na Universidade, incluindo Ray Allen, Richard Hamilton, Kemba Walker, Ben Gordon, Emeka Okafor, Caron Butler, Jeremy Lamb, André Drummond, Shabazz Napier, e Rudy Gay. Os Huskies participou de 5 Finais e apareceu no torneio da NCAA 35 vezes. O ultimo titulo da equipe foi em 2023.

## Títulos
Campeonato de Basquetebol da NCAA: 5 títulos (1999, 2004, 2011, 2014 e 2023) 